# Sutomišćica
Sutomišćica (olaszul: Sant'Eufemia) falu Horvátországban Zára megyében. Közigazgatásilag Prekóhoz tartozik.

## Fekvése
Zárától légvonalban 5 km-re délnyugatra, Ugljan szigetének közepén, községközpontjától 2 km-re északnyugatra, a sziget északkeleti partján Poljana és Lukoran között, Zárával szemben az azonos nevű öbölben fekszik. Tőle délnyugatra emelkedik a 238 méter magas Vela glava, ahonnan nagyszerű kilátás nyílik a zárai szigetvilágra. Sutomišćica a megye egyik legutóbb kiépített, biztonságos kikötőjével rendelkezik.

## Története
Ugljan szigete a régészeti leletek tanúsága szerint már a kőkorszak óta lakott. Első lakói az illírek egyik törzse a liburnok voltak. Erődített településeik maradványai a Celinjak, Kuranj és Sv. Mihovil nevű magaslatokon (i. e. 4. század) ma is láthatók. A sziget római betelepítése az i. e. 1. századra tehető. Első ismert említése a neves római írótól Pliniustól származik „Lissa” alakban. A rómaiak több villagazdaságot is építettek a szigeten, ezek közül mintegy tíznek máig fennmaradtak a romjai. Közülük a legjelentősebbek a Supetar-fok felé a Gospodski nevű halmon és a Muline-öbölnél Stivonon találhatók, ahol fennmaradt az olajbogyó feldolgozásához épített római malom romja is. A középkorban zárai nemesi családok birtoka volt, akik felépítették saját udvarházaikat, gazdaságaikat. Sutomišćicát 1349-ben említik először. Nevét Szent Eufémia tiszteletére szentelt templomáról kapta, amely akkor már állt. Területe Zárához tartozott, majd 1409-től a várossal együtt a Velencei Köztársaság része lett. A 18. század végén Napóleon megszüntette a Velencei Köztársaságot. Ugljan szigete 1797 és 1805 között Habsburg uralom alá került, majd az egész Dalmáciával együtt a Francia Császárság része lett. 1815-ben a bécsi kongresszus újra Ausztriának adta, amely a Dalmát Királyság részeként Zárából igazgatta 1918-ig. A településnek 1857-ben 542, 1910-ben 940 lakosa volt. Az első világháborút követően előbb a Szerb-Horvát-Szlovén Királyság, majd Jugoszlávia része lett. Az 1970-es évektől a több munkalehetőség miatt sok fiatal vándorolt ki, illetve költözött a nagyobb városokba és vándorolt ki az Egyesült Államokban és Ausztráliában is. A falunak 2011-ben 336 lakosa volt, akik hagyományosan mezőgazdasággal (főként olívatermeléssel), halászattal és újabban turizmussal foglalkoznak.

## Lakosság
| Lakosság változása | Lakosság változása | Lakosság változása | Lakosság változása | Lakosság változása | Lakosság változása | Lakosság változása | Lakosság változása | Lakosság változása | Lakosság változása | Lakosság változása | Lakosság változása | Lakosság változása | Lakosság változása | Lakosság változása | Lakosság változása |
| ------------------ | ------------------ | ------------------ | ------------------ | ------------------ | ------------------ | ------------------ | ------------------ | ------------------ | ------------------ | ------------------ | ------------------ | ------------------ | ------------------ | ------------------ | ------------------ |
| 1857               | 1869               | 1880               | 1890               | 1900               | 1910               | 1921               | 1931               | 1948               | 1953               | 1961               | 1971               | 1981               | 1991               | 2001               | 2011               |
| 542                | 597                | 628                | 708                | 826                | 940                | 1.100              | 918                | 858                | 871                | 778                | 683                | 438                | 441                | 354                | 336                |

## Nevezetességei
- Szent Eufémia tiszteletére szentelt plébániatemploma 1349 előtt épült, 1679-ben barokk stílusban építették át, majd 1889-ben bővítették. A templom egyhajós, latin kereszt alaprajzú. Különálló harangtornya 1836-ban épült. Szent Jeromos oltárán ismeretlen velencei mester barokk festménye látható.
- Itt található a zárai Lantana család 1686-ban épített barokk nyári kastélya.[5] Építtetője Marcantonio Lantana volt. Az épület egy nagy téglalap alakú park geometriai középpontjában helyezkedik el, amelyet minden oldalról fal vesz körül. A nyugati oldalon található a főbejárat, amely a kútkávával rendelkező a belső udvarra vezet, a keleti oldalon pedig a fal szakad meg azon a helyen, ahol a velencei stílusú kis Szűz Mária mennybevétele kápolnát emelték, amelyet Bernard Flori érsek szentelt fel 1687-ben.